# August Ginzberger
August Ginzberger (1873-Viena, 1940) fue un explorador, briólogo, y botánico austríaco.
Obtuvo su doctorado en botánica por la Universidad de Viena. Fue principalmente un biogeógrafo con experiencia en la florística, en particular de su país de origen. Ingresó en el Instituto Botánico y el Jardín Botánico de la Universidad de Viena en 1903, donde permaneció durante 20 años, finalizando como director adjunto.
Su principal ocupación fue la botánica de Austria (y las tierras de la costa sur y que formaban parte de su territorio imperial), pero también se aventuró más lejos en exploraciones botánicas con sus colegas August von Hayek y Friedrich Vierhapper.
Recolectó especímenes de plantas en Grecia, Sicilia, sur de España, Túnez y, finalmente, el Brasil amazónico en 1927. Este último viaje fue muy penoso, ante las dificultades de viajar a la región amazónica son bastante difíciles para personas saludables, pero Ginzberger muy debilitado por un derrame cerebral sufrido en 1925. En particular, luchó contra la enfermedad en la última década de su vida, sin embargo, se logró recoger sus ideas originales en el trabajo Pflanzengeographische Hilfsbuch (A Manual de Geografía vegetal), editado por R.J. Stadelmann y publicado en 1939 (272 pp.) Envió sus colecciones a herbarios europeos, y por sus vínculos con instituciones botánicas de América, ofreció material para el Museo Field de Historia Natural de Chicago y el Jardín Botánico de Nueva York. El primero recibió especímenes botánicos brasileños después de su viaje de 1927, mientras que Arlow B. Stout de Nueva York agradeció de Ginzberger el recoger muestras de Hemerocallis flava L. 1762 de una colonia de plantas en Burgenland, Austria oriental, observados por Carolus Clusius en 1580 y todavía existía en la década de 1930.

## Honores

### Eponimia
Especies
- (Aristolochiaceae) Aristolochia ginzbergeri Ahumada[4]

## Algunas publicaciones
- August Ginzberger. 1932. Friedrich Vierhapper. Nachruf von August Ginzberger (Viena). (Contribuyó Erwin Janchen, Viena), Verh. Zool.-Bot. Ges. Viena 82 (1-4): 4-28

- La abreviatura «Ginzb.» se emplea para indicar a August Ginzberger como autoridad en la descripción y clasificación científica de los vegetales.[5]